# Thomas Felton (4e baronnet)
Thomas Felton, 4e baronnet (12 octobre 1649 – 3 mars 1709), de Whitehall, Westminster et Playford, Suffolk, est un courtisan anglais et un homme politique whig qui siège à la Chambre des communes entre 1690 et 1709.

## Biographie
Il est le fils de Henry Felton (2e baronnet) de Playford, dans le Suffolk, et de sa femme Susanna Tollemache, fille de Lionel Tollemache (2e baronnet) (en) de Helmingham.
Il est un page d'honneur de 1665 à 1671 et devient le valet de la chambre à coucher en mars 1671. Il est nommé maître des faucons en 1675. En 1679, il quitte le poste de valet de la chambre du roi Charles II dans des circonstances inconnues. Il épouse Elizabeth Howard, l'une des filles de James Howard (3e comte de Suffolk), mais elle est décédée en 1681. Dès l'avènement de William et Mary en 1689, Felton devient maître de la Maison.
Il est élu député d'Orford aux Élections générales anglaises de 1690. Il est réélu sans opposition à Orford aux élections générales de 1695. En 1697, il succède à son frère aîné comme baronnet. En 1698, il devient impopulaire et aux Élections générales anglaises de 1698, il se présente pour le Suffolk, où il est lourdement battu, et pour Orford, où il est réélu après une lutte acharnée. Le résultat est contesté et il est invalidé le 10 février 1700. Lors de la première élection générale de 1701, il est battu à Orford. À la deuxième élection générale de 1701, il se présente à Bury St Edmunds sous le patronage de son gendre John Hervey (1er comte de Bristol) et est réélu comme député après un scrutin. Il est réélu à Bury St Edmunds après un scrutin en 1702 et sans opposition en 1705. À l'élection générale britannique de 1708, il est réélu pour Bury St Edmunds et est également promu contrôleur de la Maison de la reine Anne.
Il meurt dans son logement à Whitehall de la goutte à l'estomac le 3 mars 1709. Il est enterré six jours plus tard à l'église St Mary de Playford, où sa pierre tombale est dans le chœur de Playford. Sa fille Elizabeth épouse John Hervey (1er comte de Bristol).